# Clan Minamoto
Il Clan Minamoto (源氏?, Minamoto-uji) o Genji (contrazione di Gen-uji, dove gen è la lettura on'yomi del kanji 源) fu un clan giapponese che rivestì grande importanza durante il periodo Heian e nella prima parte del periodo Kamakura.
La famiglia era un ramo della famiglia imperiale giapponese. Il nome del clan nacque come un kabane, titolo onorifico concesso da alcuni imperatori ad alcuni discendenti della famiglia imperiale che non avevano diritto alla successione. Il primo a ricevere il kabane Minamoto no Ason sarebbe stato Minamoto no Makoto, settimo figlio dell'Imperatore Saga, che è così ritenuto il fondatore della linea Saga Genji; le varie linee prendono il nome dall'imperatore da cui il kabane venne concesso, e si dividono perciò in Saga Genji, Seiwa Genji, Murakami Genji, Uda Genji, Daigo Genji, e così via.

## Seiwa Genji
La linea storicamente di maggior successo fu la Seiwa Genji, fondata da Minamoto no Tsunemoto (894-961), figlio di Sadazumi-shinnō e nipote l'Imperatore Seiwa.
Tsunemoto ricevette il kabane da suo nonno l'Imperatore Seiwa ed utilizzò così il cognome "Minamoto"; suo figlio Mitsunaka (912-997) stipulò un'alleanza con un'altra famiglia molto influente, il clan Fujiwara, e molti membri del clan divennero generali agli ordini dei Fujiwara e della corte imperiale. Il figlio maggiore di Mitsunaka, Yorimitsu (948-1021), divenne il protetto di Fujiwara no Michinaga, mentre un altro suo figlio, Yorinobu (968-1048), venne inviato a soffocare la rivolta di Taira no Tadatsune (membro di un'altra potente famiglia, il clan Taira) nel 1032. Il figlio di Yorinobu, Yoriyoshi (998-1075), e il figlio di Yoriyoshi, Yoshiie (1039-1106), sottomisero la parte nord-orientale del Giappone tra il 1051 e il 1087.
La fortuna dei Seiwa Genji finì con la Ribellione di Hōgen (1156), a partire dalla quale il clan nemico dei Taira (nella linea Kammu Heike) uccise o ottenne la condanna a morte di molti membri del clan, e nel 1160 Minamoto no Yoshitomo, capo del clan e della linea Seiwa Genji, morì in battaglia. Taira no Kiyomori, forte della vittoria, esiliò Yoritomo (1147-1199), terzo figlio di Yoshitomo e nuovo capo del clan. Nel 1180 Yoritomo riuscì a riunire le forze del clan sfidando i Taira nella guerra Genpei, riuscendo infine a vincere ma a prezzo della decimazione del proprio clan.
Nel 1192 Yoritomo ricevette il titolo di Sei-i Taishōgun, e fondò il primo bakufu della storia, lo shogunato Kamakura, dando così inizio alla decadenza del potere della famiglia imperiale, che fu portata a termine da Tokugawa Ieyasu nel 1603. Tuttavia, dopo la morte dei suoi figli e successori Yoriie e Sanetomo, la linea Seiwa Genji estinse la sua linea ereditaria. Dalla linea Seiwa Genji discesero però i clan Ashikaga (i cui membri governarono il successivo shogunato Ashikaga), Nitta, e Takeda.

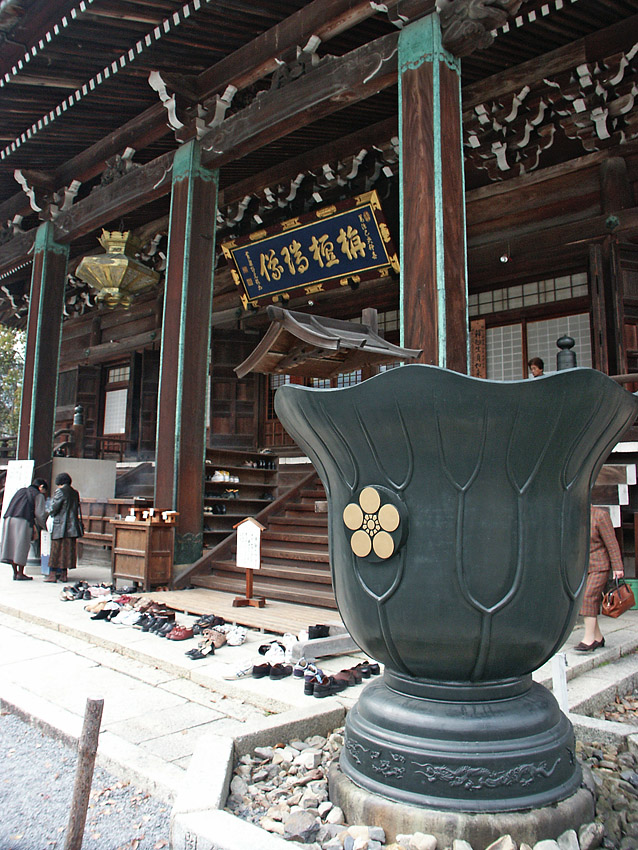
Il tempio Seiryō-ji, a Kyoto, ex villa di Minamoto no Tōru, importante membro della linea Saga Genji
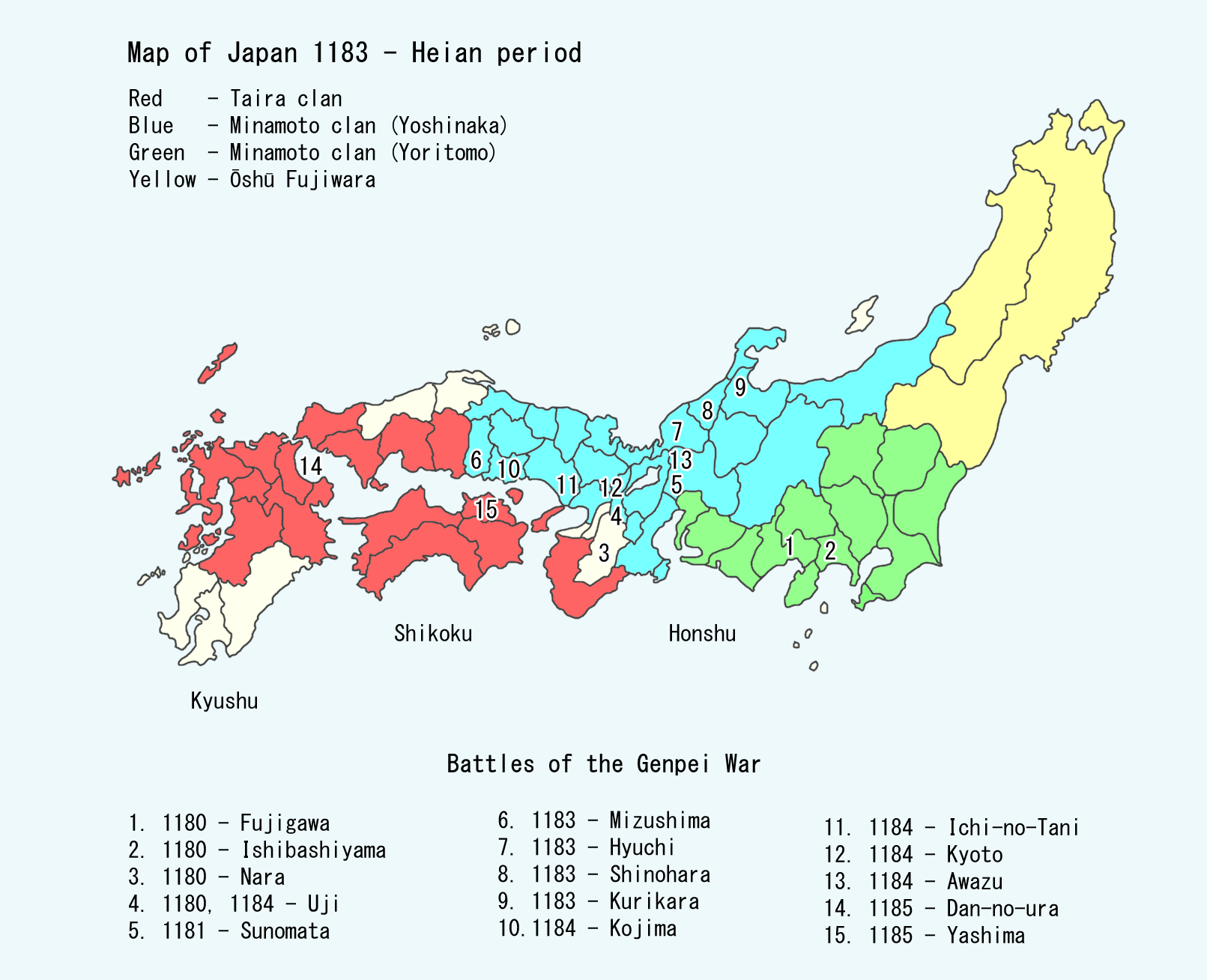
Il dominio del clan Minamoto in Giappone (1183)

## Albero genealogico Seiwa Genji e Minamoto

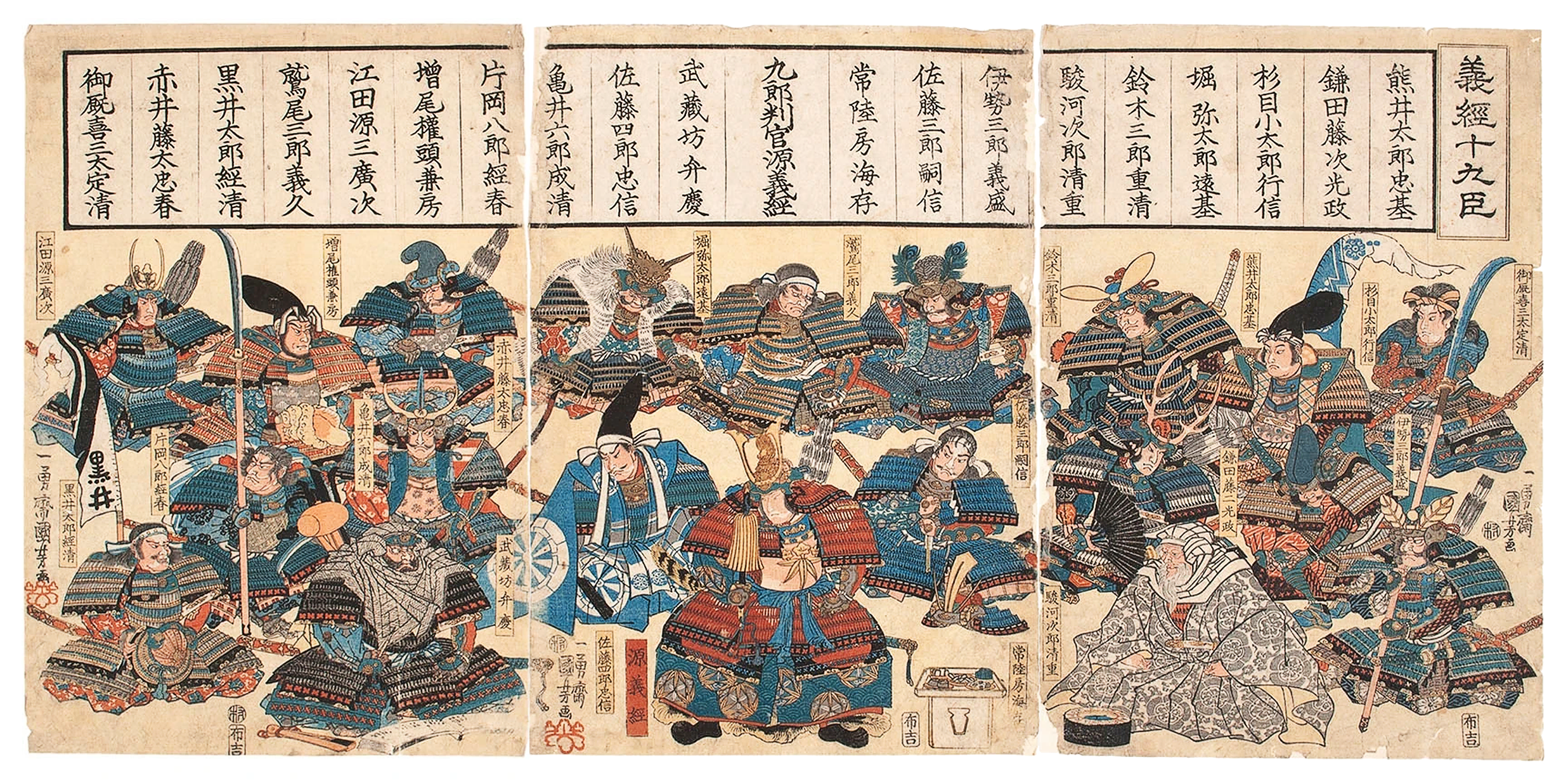
La genealogia del clan Minamoto, Ukiyo-e di Utagawa Kuniyoshi

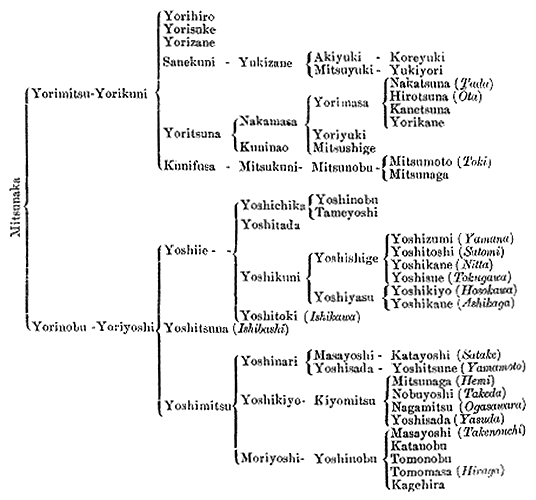
Albero genealogico della linea Seiwa Genji

- Minamoto no Tsunemoto (894-961); samurai e Principe Imperiale, figlio di Sadazumi (+ 916) e nipote dell'Imperatore Seiwa, della Dinastia Imperiale del Giappone
  - Minamoto no Mitsunaka (912-997); samurai e funzionario di Corte; ebbe il titolo di Chinjufu shōgun, comandante in capo della Difesa del Nord.
    - Minamoto no Yorimitsu (944-1021)
- Minamoto no Yorikuni
- Yorihiro
- Yorisuke
- Sanekuni
- Yukizane
- Akiyuki
- Mitsuyuki
- Yoritsuna
- Nakamasa
- Yorimasa (1106-1180)
- Nakatsuna; capostipite dei Tada
- Hirotsuna; capostipite degli Ota; da costoro pretendevano di discendere anche gli Oda
- Kanetsuna
- Yorikane
  - Yoriyuki
  - Mitsushige
- Kuninao
- Kunifusa
- Mitsukuni
- Mitsunobu
- Mitsumoto; capostipite dei Taki (?)
- Mitsunaga
  -     - Minamoto no Yorinobu (968-1048); capostipite della linea Kawachi Genji
      - Minamoto no Yoriyoshi (998-1082)
- Minamoto no Yoshiie (1039-1106)
  - Yoshichika (+ 1117)
- Yoshinobu
- Minamoto no Tameyoshi (1096-1156)
- Minamoto no Yoshitomo (+ 1160)
- Minamoto no Yoritomo (1147-1199); nel 1192 ricevette il titolo di shōgun e fondò il primo bakufu della storia del Giappone, noto come shogunato Kamakura; = Masako (+ 1225) del Clan Hōjō
- Minamoto no Yoriie (1182-1204); secondo shōgun (dal 1202 al 1203) dello shogunato di Kamakura
- Minamoto_no Ichiman (+ 1203)
- Minamoto no Kugyo (+ 1219)
- Minamoto no Senjumaru (+ 1214)
- Minamoto no Sanetomo (1192-1219); terzo shōgun dello shogunato Kamakura, e l'ultimo capo del clan Minamoto
- Shimazu Tadahisa (m. 1227); una figlia di Koremune Hironobu, discendente del clan Hata; capostipite del clan Shimazu
- Minamoto no Yoshitsune (+ 1189); generale del clan Minamoto
- Yoshitada
- Yoshikuni (+ 1155); assunse per primo il cognome Nitta
- Yoshishige (+ 1202)
- Yoshizumi (o Yoshinori); capostipite dei Yamana
- Yoshitoshi; capostipite dei Satomi
- Yoshikane; capostipite dei Nitta
- Yoshisue; ritenuto il capostipite dei Matsudaira e dei Tokugawa
- Yoshiyasu (+ 1157); assunse per primo il cognome Ashikaga;
- Yoshikiyo; capostipite dei Hosokawa
  - Yoshikane (+ 1196); capostipite degli Ashikaga; = una figlia di Hōjō Tokimasa, capo del Clan Hōjō
- Ashikaga no Yoshiuji (1189-1255);
  - Ashikaga no Nagauji (1211-1290); capostipite degli Imagawa
- Yoshitoki; capostipite dei Ishikawa
  - Yoshitsuna; capostipite dei Ishibashi
    -       -         - Minamoto no Yoshimitsu (1045-1127), capo del clan

  - Yoshinari
- Masayoshi
- Katayoshi; capostipite dei Satake
  - Yoshisada; capostipite dei Yamamoto
  - Yoshikiyo (1075-1149); capo del clan; fu il primo ad adottare il nome Takeda
- Kiyomitsu (1110-1168); capo del clan Takeda
- Mitsunaga; capostipite del clan Hemi
- Nobuyoshi (1138-1186); capo del clan Takeda
  - Nagamitsu; capostipite dei Ogasawara
- Yoshisada; capostipite dei Yasuda
  - Moriyoshi
- Yoshinobu
- Masayoshi; capostipite dei Takenouchi
- Katanobu
- Tomonobu
- Tomomasa; capostipite dei Hiraga
- Kagehira

## Curiosità
- Nel romanzo classico giapponese Genji monogatari ("Storia di Genji"), il protagonista Hikaru, figlio dell'imperatore (fittizio) Kiritsubo, viene escluso dalla successione imperiale a causa di una cattiva premonizione, e gli viene dato il nome Genji (Minamoto).
- Nella celebre saga di videogame Final Fantasy sono presenti corredi di armature Genji.